# Eigenthum
Eigenthum ist eine Siedlung im Ortsteil Jeggau der Hansestadt Gardelegen in Sachsen-Anhalt.

## Geografie
Die Siedlung liegt nordöstlich  von Jeggau an der Landstraße nach Breitenfeld an der Kreuzung eines von Quarnebeck in das Waldgebiet der Hellberge führenden Feldweges. Unmittelbar nordöstlich der Ortslage von Eigenthum beginnt die Gemarkung von Breitenfeld. Östlich der Siedlung fließt die Tarnefitzer Elbe.

## Geschichte
Als Flurname findet sich für das Gebiet der heutigen Siedlung die Bezeichnung „Eigenthum“ bereits auf einer 1779 erstellten und 1794 neu ausgefertigten Landkarte. Beiderseits der Gemarkungsgrenze zwischen Jeggau und Breitenfeld wird dort die noch unbebaute Flur mit diesem Namen bezeichnet. Im Separationsrezess vom 18. Mai 1835 wurde im Zuge der in Breitenfeld durchgeführten Separation jedoch als Grenznachbar bereits die Colonie Eigenthum angeführt. Später wird Eigenthum als zu Breitenfeld gehörig geführt. Im Jahr 1865 wird für Breitenfeld ein Wohnplatz Brohmanns Lust aufgeführt, wobei angenommen wird, dass es sich um eine andere Bezeichnung für Eigenthum handelte. Allerdings wird in einer amtlichen Publikation aus dem Jahr 1868 Eigenthum unter Jeggau und gleichzeitig Brohmanns Lust unter Breitenfelde angegeben. 1871 wurde die Colonie Eigenthum, bestehend aus einem Wohnhaus und sechs Einwohnern, 1875 dann als Haus-Eigenthum als zu Breitenfeld gehörig geführt. Im Jahr 1895 wird dann aber die Ansiedlung als zum Kirchspiel Jeggau gehörend bezeichnet.

### Einwohnerentwicklung
| Jahr                                 | 1818 | 1840 | 1871 | 1885 | 1895 | 1905 |
| Eigenthum, Wohnplatz von Breitenfeld | 10   | 11   | 06   | 03   | 04   | 04   |
| Eigenthum, Wohnplatz von Jeggau      |      |      | 39   | 43   | 51   | 51   |

| Jahr | Einwohner |
| ---- | --------- |
| 2012 | [0]19     |
| 2015 | [00]19    |
| 2021 | [00]18    |
| 2022 | [00]19    |